# يان رايت (مقدم تلفزيوني)
يان رايت (بالإنجليزية: Ian Wright)‏ هو مقدم تلفزيوني بريطاني، ولد في 17 مايو 1965.

## وصلات خارجية
- يان رايت على موقع IMDb (الإنجليزية)
- يان رايت على موقع ميتاكريتيك (الإنجليزية)
- يان رايت على موقع قاعدة بيانات الفيلم (الإنجليزية)